# Физостигма ядовитая
Физостигма ядовитая, или Калабарские бобы (лат. Physostigma venenosum) — вид растений из рода Физостигма семейства бобовые; произрастает в тропических лесах Западной Африки.

## Биологическое описание
Физостигма ядовитая — вьющаяся лиана до 15 м длиной. Листья сложные тройчатые яйцевидные, 7-15 см длиной, с оттянутой острой верхушкой. Цветки ярко-красные, собраны в поникающие кисти до 15 см длиной. Плод — тёмно-коричневый боб с 2-3 семенами. Семена слегка почковидно-овальные, сдавленные с боков, почти чёрные, блестящие, 3 см длиной и 2 см шириной.

## Использование
Семена содержат несколько алкалоидов. Главный из них — физостигмин. Его содержание в семенах — 1,5 %. Доля другого алкалоида генезерина — около 0,1 %. Все остальные алкалоиды незначимы. Физостигмин и генезерин являются антагонистами атропина. Они применяются при глаукоме и как средства суживающие зрачок.
Воздействие содержащихся в растении веществ на человеческий организм привело к тому, что вплоть до начала XX века физостигма ядовитая применялась жителями Калабарского королевства как средство для производства над подозреваемыми в преступлении так называемого "Божия суда" за что она и получила название «боб судилищный». Лев Финкельштейн на страницах Энциклопедического словаря Брокгауза и Ефрона описал это действо следующим образом: «...подозреваемый в каком-нибудь преступлении обязан съесть определенное количество бобов или же выпить приготовленный настой. Если обвиняемый от этого не умирает, то он считается невинным, если же умирает — то виновным. Не отравляются обыкновенно те, у которых появляется рвота; если же последняя появляется, тогда минут через 15—30 у осужденного появляется общее расслабление с обильным отделением слюны и пота, затем — парализуются мышцы, в том числе и мышцы мочевого пузыря и прямой кишки. Сознание сохраняется до последней минуты. Если не последует рвоты, тогда обнаруживаются судороги, которые, по сообщению миссионеров, служат сигналом для окружающих; они тогда умерщвляют изобличенного в вине палками».